# Cestas
Cestas ist eine französische Gemeinde mit 16.757 Einwohnern (Stand: 1. Januar 2022) im Département Gironde in der Region Nouvelle-Aquitaine. Die Stadt liegt im Arrondissement Bordeaux und im Kanton Pessac-1.
Cestas liegt ca. 15 Kilometer südwestlich von Bordeaux.

## Bevölkerungsentwicklung
| Jahr                      | 1962 | 1968 | 1975 | 1982   | 1990   | 1999   | 2006   | 2016   |
| Einwohner                 | 2960 | 3548 | 6445 | 13.730 | 16.768 | 16.927 | 16.674 | 16.781 |
| Quelle: Cassini und INSEE |      |      |      |        |        |        |        |        |

## Wirtschaft
In der Gemeinde befindet sich der Solarpark Cestas, der bei der offiziellen Inbetriebnahme im Dezember 2015 der größte Solarpark Europas war. Er bedeckt gut zwei Quadratkilometer und verfügt über eine Peak-Leistung von 300 Megawatt.

## Baudenkmäler
Siehe: Liste der Monuments historiques in Cestas

## Städtepartnerschaften
Mit dem Ort Licata in Sizilien besteht eine Städtepartnerschaft, ebenso mit den Städten Reinheim in Hessen und Fürstenwalde/Spree in Brandenburg (Deutschland).